# Mile Škorić
Mile Škorić est un footballeur croate né le 19 juin 1991 à Vinkovci. Il évolue au poste de défenseur central au HNK Rijeka.

## Biographie

### En club
Mile Škorić est formé dans les clubs de HNK Cibalia et du NK Osijek.
Il débute en professionnel avec Osijek en 2008 en première division croate.
En 2011, il rejoint le HNK Gorica en  deuxième division croate.
De 2012 à 2013, Škorić représente le NK HAŠK (en).
Il revient au NK Osijek en 2013, club qu'il représente depuis.
Le 12 avril 2014, il se met en évidence en étant l'auteur d'un doublé en championnat lors de la réception du NK Zadar, permettant à son équipe de l'emporter sur le large score de 4-0. Le 14 février 2015, il récidive lors de la réception du RNK Split (victoire 4-0 à nouveau).

### En équipe nationale
International croate, il reçoit sa première sélection en équipe de Croatie lors d'un match amical contre le Mexique le 27 mai 2017,.
Il fait partie du groupe croate qui dispute l'Euro 2020. Lors de cette compétition, il doit se contenter du banc des remplaçants voire des tribunes et ne joue pas la moindre minute. La Croatie s'incline en huitièmes de finale face à l'Espagne, après prolongation.